# Bahía Allen Gardiner
Bahía Allen Gardiner está situada en la costa este de isla Hoste en la región austral de Chile. Llamada así en recuerdo de Allen Gardiner oficial británico de la Marina Real que alcanzó el grado de capitán de fragata y posteriormente fue pastor anglicano fundador de misiones evangelizadoras en Tierra del Fuego. 
Administrativamente pertenece a la comuna de Cabo de Hornos en la provincia Antártica Chilena, en la Región de Magallanes y la Antártica Chilena.
Desde hace aproximadamente 6000 años sus costas fueron habitadas por el pueblo yagán o yámana. A comienzos del siglo XXI este pueblo había sido prácticamente extinguido por la acción del hombre blanco.

## Historia
Sus costas fueron recorridas por los yámanas desde hace más de 6000 años hasta mediados del siglo XX. A comienzos del siglo XXI este pueblo había sido prácticamente extinguido por la acción del hombre blanco.
A fines del siglo XVIII, a partir del año 1788 comenzaron a llegar a la zona los balleneros, los loberos y cazadores de focas ingleses y estadounidenses y finalmente los chilotes.
Las siguientes expediciones efectuaron trabajos hidrográficos en el sector de bahía Allen Gardiner:
- 1624 - Jacob l'Hermite, almirante y Hugo Shapenham, vicealmirante, estuvieron un mes con once naves holandesas.
- 1769 - Teniente James Cook con el HMB Endeavour desde bahía Buen Suceso. Tránsito de Venus. Expedición inglesa.
- 1789 - Alejandro Malaspina con la Descubierta y la Atrevida. Expedición española.
- 1830 - Robert Fitz Roy con el HMS Beagle. Expedición inglesa.
- 1882 - Louis-Ferdinand Martial con La Romanche. Expedición francesa.[4]

## Ubicación
Está ubicada en la costa norte de la península Hardy de la isla Hoste a 6 nmi al SSW del cabo Webley entre las pequeñas bahías Concepción y Navidad. 
Su entrada se abre entre los islotes Pringle y la punta Yagán. Tiene un saco de poco más de 2 nmi de largo por un ancho medio de 6 cables. Su profundidad es de 10 a 20 metros, el fondo es fango. Es un buen tenedero, abrigado de los vientos dominantes.

## Catacterísticas geográficas
Su clima es marítimo con temperaturas parejas durante todo el año. El viento predominante es del oeste. El mal tiempo es permanente. 
Su costa está rodeada de montañas nevadas cuyas faldas están cubiertas de bosques de coigues y roble regional. En su ribera se presenta la tundra magallánica y los arbustales magallánicos.
Se ven albatros, gaviotas australes, patos a vapor lobos marinos. En el sector pesquero destaca la existencia de la centolla y el centollón.